# 201-й батальйон шуцманшафту
201-й батальйон шуцманшафту (нім. Schutzmannschaft Bataillon 201), «Український легіон» — підрозділ німецької допоміжної поліції, сформований із легіонерів спеціальних підрозділів «Нахтігаль» і «Роланд», створених абвером на початку 1941 року, основу яких складали переважно прихильники і члени ОУН(б). Батальйон з березня до грудня 1942 року діяв на території Білорусі. Перший із 7-ми «українських» батальйонів (201—208), сформованих на території генерал-губернаторства.

## Формування
Основою батальйону стали кадри сформованих на початку 1941 року абвером спеціальних формувань «Нахтігаль» і «Роланд», що складалися переважно із прихильників і членів ОУН(б).
У липні 1941 року, дізнавшись про арешти лідерів ОУН(б), український командир батальйону «Нахтігаль» Роман Шухевич надіслав на адресу верховного командування вермахту лист, у якому вказав, що «внаслідок арешту нашого уряду і лідера легіон не може більше перебувати під командуванням німецької армії».
13 серпня 1941 року «Нахтігаль» отримав наказ передислокуватися до Жмеринки, де на залізничному вокзалі солдатів роззброїли (зброю повернули в кінці вересня), залишивши при цьому особисту зброю офіцерів. Після чого під охороною німецької жандармерії їх перевезли до Кракова, а потім у Нойгаммер (сучасний Сьвентошув у Польщі), куди батальйон прибув 27 серпня.
Наприкінці серпня 1941 року батальйон «Роланд» отримав наказ передислокуватися у Фокшани, де аналогічно «Нахтігалю», солдатів роззброїли на залізничному вокзалі, залишивши особисту зброю офіцерів.
На початку вересня 1941 року особовий склад «Роланда» був переведений у Зітцендорф-ан-дер-Шмід, після чого зброю їм повернули. Одна рота продовжувала навчання в Зайберсдорфі.
16 вересня 1941 року райсхфюрер СС Гіммлер віддав розпорядження сформувати з особового складу батальйонів «Роланд» і «Нахтігаль» охоронний батальйон «Роланд Нахтігаль».
15 жовтня 1941 року начальник поліції порядку на виконання наказу видав відповідне розпорядження.
18 жовтня особовий склад батальйону «Роланд» передав німецькому командуванню меморандум з наступними вимогами:
1. Привернути проголошення самостійности України.
2. Негайно звільнити всіх арештованих провідників ОУН(б)і Степана Бандеру.
3. Негайно звільнити з ув'язнення членів Тимчасового Державного Правління з Ярославом Стецьком на чолі.
4. Забезпечити негайно членів найближчої родини членів Леґіону і звільнити з ув'язнення їхніх найближчих.
5. Реорганізований Леґіон може бути вжитий до дальших воєнних дій тільки на українських теренах.
6. Команда Леґіону і вишкільної кадри має бути українська.
7. Обов'язки і права командного складу такі, як і в німецькій армії.
8. Члени Леґіону зложили вже присягу на вірність Україні, а тому не можуть вже присягати на вірність іншій державі.
9. Реорганізований Леґіон може підписати умову однорічної контрактової служби (до кінця 1942 року).
10. Контракт підписує кожний член індивідуально і кожний одержує копію тієї двосторонньої умови.[8]

21 жовтня 1941 року український особовий склад «Нахтігалю» було об'єднано з особовим складом батальйону «Роланд» у Франкфурті-на-Одері з метою перенавчання для використання в якості частини охоронної поліції.
1 листопада 1941 року представник німецького командування передав відповідь на меморандум. У всіх вимогах було відмовлено, крім чотирьох останніх. Проте викладені в них умови укладення з особовим складом індивідуальних річних контрактів без принесення присяги Німеччини, і так на той час були стандартними для всіх службовців охоронної поліції.
Починаючи з 25 листопада, незважаючи на відмову німецького командування в задоволенні більшості вимог легіонерів, переважна більшість особового складу уклала індивідуальні річні контракти на службу до охоронної поліції (з 1 грудня 1941 р. по 1 грудня 1942 року). Відмовилися лише 15 осіб. (у тому числі начальник медслужби «Нахтігалю» Юрій Лопатинський і командир одного з взводів «Нахтігалю» Микола Ковальчук) Ніяких репресій проти них з боку німців не було.
Особи, що підписали контракт склали 201-й батальйон охоронної поліції (шуцманшафту).
Батальйон формально очолив батальйонсфюрер (нім. Batallionsführer) Євген Побігущий, хоча фактичне керівництво здійснював німець — компаніфюрер (нім. Kompanieführer) Вільгельм Моха (нім. Wilhelm Mocha).
Чисельність батальйону — 650 чоловік. Батальйон складався з чотирьох рот. Обмундирування — стандартна німецька поліцейська форма. Кокарда — «поліцейський орел». Шеврон — зелений «поліцейський орел» на сірому тлі. Якоїсь загальної символіки (у тому числі національної), що відрізняла б службовців 201-го батальйону від інших службовців поліцейських формувань, не було. Деякі шуцмани, що служили раніше в батальйоні «Нахтігаль», носили на лівій кишені кітеля номерний латунний значок ДУН — тризуб у вінку, під тризубом напис «ОУН — ДУН 1941». (особовий склад батальйону «Роланду» такі значки отримати не встиг, хоча вони були виготовлені і для них)

### Німецький командний склад
Батальйонний офіцер нагляду (нім. Aufsichts-offiziere) — компаніфюрер Вільгельм Моха, його заступник — Гоппе, і чотири німці — ротні офіцери нагляду.

### Український командний склад
- командир батальйону — Євген Побігущий
- ад'ютант — Омелян Герман-«Орлик»
- начальник канцелярії — Володимир Лунь
- заступник командира батальйону/командир першої роти — Роман Шухевич
- командир другої роти — Михайло Бриґідер
- командир третьої роти — Василь Сидор
- командир четвертої роти — Володимир Павлик
- начальник медслужби — Василь Головацький
- капелан — Іван-Всеволод Дурбак
- Командири взводів: Роман Кашубинський (1-й взвод 1-ї роти), Остап Лінда (2-й взвод 1-ї роти)[12], Олександр Луцький (3-й взвод 1-ї роти), Роман Бойцун, Любомир Ортинський, Михайло Хом'як (взвод 2-ї роти), Микола Левицький (взвод 2-ї роти), Юліан Ковальський (1-й взвод 3-ї роти), Зорян Калиняк (2-й взвод 3-ї роти), Теодор Крочак, Карл Малий, Семен Лаврушка, Святослав Левицький (взвод 4-ї роти), Василь Брилевський (взвод 4-ї роти) .
- віцефельдфебель Микола Вишитацький, віцефельдфебель Гартій, віцефельдфебель Свобода.[13][14][15]

### Озброєння
При формуванні батальйону особовий склад був озброєний карабінами Маузер 98. Командири, починаючи від командирів рот і вище — пістолетами. Однак у спогадах про службу в Білорусі згадується застосування автоматів, кулеметів, мінометів і артилерії.

## Служба
Про цей період історії батальйону відомо в основному за спогадами його колишніх службовців.
У березні 1942 року батальйон був перекинутий з Німеччини в Білорусь . Там він отримав поповнення — 60 чоловік із військовополонених, бійців Червоної армії, переважно вихідців із Полтавської та Дніпропетровської областей.
22 березня 1942 року батальйон прибув в селище Боровки недалеко від Лепеля, де змінив перекинутий звідти на Україну 17-й латиський батальйон шуцманшафту.
201-й шуцманшафт-батальйон був прикріплений до 62-го охоронного полку 201-ї охоронної дивізії тилового району групи армій «Центр». При цьому підрозділ не діяв як єдине ціле. Перша, третя і четверта роти забезпечували охорону 12 опорних пунктів (нім. Stürzpunkt) у трикутнику Могильов-Вітебськ-Лепель. Друга рота здійснювала охорону штабу дивізії. Відомі шуцпункти: Бешенковичі, Борівка, Бойчеково, Борисов, Велевщина, Вороніж, Спеки, Камінь, Лепель.
Навесні-восени 1942 року батальйон брав участь в антипартизанських дій на території Білорусії. Перша втрата особового складу сталася 1 травня 1942 року. Унтеркорпорал першого взводу першої роти Віюк підірвався на міні, намагаючись зняти червоний прапор, вивішений радянськими партизанами недалеко від штабу батальйону. Найбільші сутички з партизанами відбулися 16 червня (втрати склали дві особи) та 20 червня, 25 липня (втрати — 3 особи) і 19 серпня. 29 вересня на дорозі Лепель-Ушачі північніше села Спеки 1-а рота спільно з німецьким підрозділом з засідки знищила колону радянських партизанів, втративши при цьому двох осіб. Після бою Моха наказав відвезти поранених у Лепель. Для супроводу був виділений взвод Кашубинського. Південніше Жар колона потрапила в засідку, організовану з партизанами зведеного загону бригад Ф. Ф. Дубровського та Н. М. Нікітіна і була повністю знищена. Втрати склали 22 особи українського особового складу, і 7 — німецького.
Одним з останніх повідомлень про дії батальйону в Білорусії є звіт про бій 3 листопада 1942 в 20 км від Лепеля.
За успіхи в боротьбі з партизанами Білорусії, оберцугфюрер Брилевський, компанієфельдфебелі Малий і Герцик, а також корпорал Антон Фединишин були відзначені німецькими нагородами (останній — залізним хрестом другого класу)
Тим не менше, до кінця 1942 року значна частина службовців батальйону фактично вийшла з підпорядкування німецьких офіцерів і самовільно передислокувалася в основний пункт дислокації — Боровки.
Наприкінці листопада 1942 року вищий фюрер СС і поліції Сходу Фрідріх-Вільгельм Крюгер вирішив повернути батальйон у своє розпорядження. Однак 1 грудня 1942 року особовий склад батальйону відмовився продовжувати контракт. Батальйон був переведений в Могильов і розформовано. Протягом місяця (з 5 грудня 1942 до 14 січня 1943) частинами перекидався у Львів.
У грудні 1942 р. керівник ОУН(б) в Україні Микола Лебідь послав Побігущому й Шухевичу лист із наказом про негайний перехід «Українського легіону» на нелегальне становище і перехід на Україну.
В листі вказувалося, що легіон повинен покласти початок створення збройних сил ОУН, які повинні боротися в тому числі і проти німців. Лист Шухевич отримав, проте до особового складу батальйону не довів. Згодом він виправдовувався тим, що лист нібито отримав вже в поїзді по дорозі до Львова.

## Позаслужбова діяльність
Службовці батальйону виконували поставлені їм керівництвом ОУН(б) завдання, не пов'язані з проходженням служби.
Так, під час перебування батальйону в Нойхаммері, його службовець Віктор Харків за дорученням Шухевича перевозив із Кракова до Німеччини фальшиві окупаційні злоті, де вони потім обмінювалися на справжні й використовувалися для фінансування ОУН(б).
Також у листопаді 1942 року командир роти Сидір і командир взводу Ковальський, взявши короткострокові відпустки, їздили в Київ, де вбили двох оунівців — братів Скузь, звинувачених СБ ОУН в роботі на німецькі спецслужби.

## Після розформування
Після прибуття у Львів частина офіцерів була затримана і містилася в тюрмі на Лонцького, причому затриманим дозволялося виходити в місто по дві людини на дві години. Інша частина, серед яких був і Шухевич, перейшла на нелегальне становище і взяла участь у формуванні УПА.
Незабаром всі затримані офіцери батальйону були звільнені і приєдналися до УПА, або до дивізії Галичина (Євген Побігущий, Герман Омелян, Роман Бойцун, Михайло Бриґідер, Карло Малий, Любомир Ортинський, Михайло Хом'як, Святослав Левицький)